# Adrian Marciszak
Adrian Przemysław Marciszak – polski biolog, dr hab. nauk ścisłych i przyrodniczych, profesor uczelni i kierownik Zakładu Biologii Ewolucyjnej i Ochrony Kręgowców Wydziału Nauk Biologicznych Uniwersytetu Wrocławskiego.

## Życiorys
22 listopada 2012 obronił pracę doktorską Ssaki łasicowate (Mustelidae, Carnivora, Mammalia) z plejstocenu Polski,  26 września 2019 habilitował się na podstawie pracy zatytułowanej Użyteczność zmienności rozmiarów ciała ssaków drapieżnych (Carnivora, Mammalia) w analizach biochronologicznych i paleoekologicznych. Został zatrudniony na stanowisku adiunkta w Instytucie Biologii Środowiskowej na Wydziale Nauk Biologicznych Uniwersytetu Wrocławskiego.
Awansował na stanowisko profesora uczelni i kierownika w Zakładzie Biologii Ewolucyjnej i Ochrony Kręgowców na Wydziale Nauk Biologicznych Uniwersytetu Wrocławskiego.
Jest członkiem Rady Dyscypliny Naukowej – Nauk Biologicznych Uniwersytetu Wrocławskiego.